# کودای فوجیی
کودای فوجیی (انگلیسی: Kodai Fujii؛ زادهٔ ۱۳ ژانویهٔ ۱۹۹۱) بازیکن فوتبال اهل ژاپن است.